# Schaefer 300 1970
Schaefer 300 1970 var ett stockcarlopp ingående i  Nascar Grand National Series (nuvarande Nascar Cup Series) som kördes 12 juli 1970 på den 1,5 mile (2,414 km) långa ovalbanan Trenton Speedway i Trenton i New Jersey. Totalt avverkades 300 miles (482,803 km) fördelat på 200 varv. Banunderlaget var asfalt. Loppet vanns av Richard Petty i en Plymouth på tiden 3:08.50 körandes för Petty Enterprises. Pettys snitthastighet var 120,724 mph. Det var Pettys 109:e vinst av totalt 200 i karriären. Prispotten uppgick till 26 904 dollar, varav 6 730 dollar gick till segraren.

## Resultat
| Plc     | Nr | Förare            | Team/ bilägare            | Konstruktör | Start | Varv | Ledda varv |
| ------- | -- | ----------------- | ------------------------- | ----------- | ----- | ---- | ---------- |
| 1       | 43 | Richard Petty     | Petty Enterprises         | Plymouth    | 4     | 200  | 134        |
| 2       | 22 | Bobby Allison     | Mario Rossi               | Dodge       | 2     | 200  | 33         |
| 3       | 99 | Charlie Glotzbach | Nichels Engineering       | Dodge       | 3     | 200  | 26         |
| 4       | 32 | Dick Brooks       | Brooks Racing             | Plymouth    | 5     | 198  | 2          |
| 5       | 48 | James Hylton      | Hylton Engineering        | Ford        | 7     | 196  | 1          |
| 6       | 30 | Dave Marcis       | Bobby Allison Motorsports | Dodge       | 12    | 195  | 0          |
| 7       | 72 | Benny Parsons     | DeWitt Racing             | Ford        | 6     | 194  | 0          |
| 8       | 06 | Neil Castles      | Neil Castles              | Dodge       | 8     | 193  | 0          |
| 9       | 49 | G.C. Spencer      | GC Spencer Racing         | Plymouth    | 11    | 189  | 0          |
| 10      | 03 | Tommy Gale        | Smokey Yunick Racing      | Mercury     | 18    | 184  | 0          |
| 11      | 57 | Johnny Halford    | Ervin Pruitt              | Dodge       | 31    | 180  | 0          |
| 12      | 4  | John Sears        | John Sears                | Dodge       | 20    | 180  | 0          |
| 13      | 64 | Elmo Langley      | Langley-Woodfield Racing  | Mercury     | 23    | 179  | 0          |
| 14      | 18 | Joe Frasson       | Frasson Racing            | Plymouth    | 24    | 178  | 0          |
| 15      | 79 | Frank Warren      | warren Racing             | Plymouth    | 17    | 178  | 0          |
| 16      | 47 | Raymond Williams  | Seifert Racing            | Ford        | 16    | 176  | 0          |
| 17      | 04 | Ken Meisenhelder  | Ken Meisenhelder          | Chevrolet   | 32    | 176  | 0          |
| 18      | 37 | Don Tarr          | Don Tarr                  | Dodge       | 36    | 175  | 0          |
| 19      | 71 | Bobby Isaac       | K&K Insurance Racing      | Dodge       | 1     | 170  | 4          |
| 20      | 65 | Joe Phipps        | Joe Phipps                | Chevrolet   | 33    | 169  | 0          |
| 21      | 10 | Bill Champion     | Champion Racing           | Ford        | 19    | 166  | 0          |
| 22      | 0  | Cliff Tyler       | i.u.                      | Chevrolet   | 26    | 153  | 0          |
| 23      | 70 | J.D. McDuffie     | McDuffie Racing           | Mercury     | 15    | 153  | 0          |
| 24      | 67 | Dick May          | Ron Ronacher              | Ford        | 28    | 100  | 0          |
| 25      | 26 | Wendell Scott     | Brooks Racing             | Ford        | 37    | 84   | 0          |
| 26      | 2  | Ed Hessert        | Robertson Racing          | Plymouth    | 22    | 60   | 0          |
| 27      | 62 | Ron Keselowski    | K-Automotive Motorsports  | Dodge       | 25    | 55   | 0          |
| 28      | 45 | Bill Seifert      | Seifert Racing            | Ford        | 14    | 35   | 0          |
| 29      | 82 | John Jennings     | Mack Sellers              | Ford        | 29    | 28   | 0          |
| 30      | 90 | LeeRoy Yarbrough  | Donlavey Racing           | Ford        | 10    | 22   | 0          |
| 31      | 8  | Ed Negre          | Negre Racing              | Ford        | 21    | 18   | 0          |
| 32      | 25 | Jabe Thomas       | Robertson Racing          | Plymouth    | 27    | 15   | 0          |
| 33      | 68 | Larry Baumel      | Allan Schlauer            | Ford        | 9     | 13   | 0          |
| 34      | 6  | Buddy Baker       | Owens Racing              | Dodge       | 35    | 10   | 0          |
| 35      | 24 | Cecil Gordon      | Gordon Racing             | Ford        | 13    | 4    | 0          |
| 36      | 74 | Bill Shirey       | Bill Shirey               | Plymouth    | 34    | 3    | 0          |
| 37      | 77 | John Kenney       | Bob Freeman               | Ford        | 30    | 1    | 0          |
| Källor: |    |                   |                           |             |       |      |            |